# Eleições legislativas portuguesas de 1987 no distrito de Braga
| Eleições legislativas portuguesas de 1987 Distritos: Aveiro \| Beja \| Braga \| Bragança \| Castelo Branco \| Coimbra \| Évora \| Faro \| Guarda \| Leiria \| Lisboa \| Portalegre \| Porto \| Santarém \| Setúbal \| Viana do Castelo \| Vila Real \| Viseu \| Açores \| Madeira \| Estrangeiro |

## Resultados por Concelho
Os resultados nos concelhos do Distrito de Braga foram os seguintes:

### Amares
| Partido                 | Partido                        | Votos  | %               | +/-   |
| ----------------------- | ------------------------------ | ------ | --------------- | ----- |
|                         | Partido Social Democrata       | 6 097  | 64,18 / 100,00  | 26,16 |
|                         | Partido Socialista             | 1 614  | 16,99 / 100,00  | 2,71  |
|                         | Centro Democrático Social      | 864    | 9,09 / 100,00   | 12,31 |
|                         | Coligação Democrática Unitária | 243    | 2,56 / 100,00   | 1,21  |
|                         | Partido Renovador Democrático  | 170    | 1,79 / 100,00   | 8,82  |
|                         | Outros                         | 299    | 3,16 / 100,00   |       |
| Votos Inválidos         | Votos Inválidos                | 213    | 2,24 / 100,00   | 0,92  |
| Total                   | Total                          | 9 500  | 100,00 / 100,00 |       |
| Eleitorado/Participação | Eleitorado/Participação        | 13 041 | 72,85 / 100,00  | 4,68  |

### Barcelos
| Partido                 | Partido                        | Votos  | %               | +/-   |
| ----------------------- | ------------------------------ | ------ | --------------- | ----- |
|                         | Partido Social Democrata       | 37 815 | 64,13 / 100,00  | 18,69 |
|                         | Partido Socialista             | 11 607 | 19,68 / 100,00  | 1,38  |
|                         | Centro Democrático Social      | 3 258  | 5,53 / 100,00   | 7,63  |
|                         | Coligação Democrática Unitária | 2 350  | 3,99 / 100,00   | 0,79  |
|                         | Partido Renovador Democrático  | 1 263  | 2,14 / 100,00   | 9,25  |
|                         | Outros                         | 1 592  | 2,70 / 100,00   |       |
| Votos Inválidos         | Votos Inválidos                | 1 083  | 1,84 / 100,00   | 0,64  |
| Total                   | Total                          | 58 968 | 100,00 / 100,00 |       |
| Eleitorado/Participação | Eleitorado/Participação        | 74 378 | 79,28 / 100,00  | 1,88  |

### Braga
| Partido                 | Partido                        | Votos  | %               | +/-   |
| ----------------------- | ------------------------------ | ------ | --------------- | ----- |
|                         | Partido Social Democrata       | 35 672 | 47,34 / 100,00  | 20,97 |
|                         | Partido Socialista             | 20 913 | 27,76 / 100,00  | 6,09  |
|                         | Coligação Democrática Unitária | 7 232  | 9,60 / 100,00   | 3,99  |
|                         | Centro Democrático Social      | 3 726  | 4,95 / 100,00   | 7,31  |
|                         | Partido Renovador Democrático  | 3 206  | 4,25 / 100,00   | 15,71 |
|                         | União Democrática Popular      | 831    | 1,10 / 100,00   | 0,31  |
|                         | Outros                         | 2 150  | 2,86 / 100,00   |       |
| Votos Inválidos         | Votos Inválidos                | 1 617  | 2,15 / 100,00   | 0,90  |
| Total                   | Total                          | 75 347 | 100,00 / 100,00 |       |
| Eleitorado/Participação | Eleitorado/Participação        | 97 333 | 77,41 / 100,00  | 1,59  |

### Cabeceiras de Basto
| Partido                 | Partido                        | Votos  | %               | +/-   |
| ----------------------- | ------------------------------ | ------ | --------------- | ----- |
|                         | Partido Social Democrata       | 5 511  | 54,99 / 100,00  | 16,62 |
|                         | Partido Socialista             | 3 064  | 30,57 / 100,00  | 1,15  |
|                         | Centro Democrático Social      | 590    | 5,89 / 100,00   | 6,56  |
|                         | Partido Renovador Democrático  | 188    | 1,88 / 100,00   | 9,09  |
|                         | Coligação Democrática Unitária | 176    | 1,76 / 100,00   | 0,67  |
|                         | Outros                         | 300    | 3,00 / 100,00   |       |
| Votos Inválidos         | Votos Inválidos                | 193    | 1,93 / 100,00   | 0,73  |
| Total                   | Total                          | 10 022 | 100,00 / 100,00 |       |
| Eleitorado/Participação | Eleitorado/Participação        | 13 707 | 73,12 / 100,00  | 0,49  |

### Celorico de Basto
| Partido                 | Partido                        | Votos  | %               | +/-   |
| ----------------------- | ------------------------------ | ------ | --------------- | ----- |
|                         | Partido Social Democrata       | 6 878  | 59,02 / 100,00  | 27,69 |
|                         | Partido Socialista             | 1 846  | 15,84 / 100,00  | 0,65  |
|                         | Centro Democrático Social      | 1 337  | 11,47 / 100,00  | 15,81 |
|                         | Partido Renovador Democrático  | 413    | 3,54 / 100,00   | 9,89  |
|                         | Coligação Democrática Unitária | 333    | 2,86 / 100,00   | 0,59  |
|                         | Outros                         | 517    | 4,45 / 100,00   |       |
| Votos Inválidos         | Votos Inválidos                | 330    | 2,84 / 100,00   | 1,18  |
| Total                   | Total                          | 11 654 | 100,00 / 100,00 |       |
| Eleitorado/Participação | Eleitorado/Participação        | 17 030 | 68,43 / 100,00  | 1,85  |

### Esposende
| Partido                 | Partido                        | Votos  | %               | +/-   |
| ----------------------- | ------------------------------ | ------ | --------------- | ----- |
|                         | Partido Social Democrata       | 9 968  | 63,08 / 100,00  | 23,06 |
|                         | Partido Socialista             | 2 140  | 13,54 / 100,00  | 0,31  |
|                         | Centro Democrático Social      | 1 865  | 11,80 / 100,00  | 11,18 |
|                         | Coligação Democrática Unitária | 660    | 4,18 / 100,00   | 1,77  |
|                         | Partido Renovador Democrático  | 337    | 2,13 / 100,00   | 9,02  |
|                         | Outros                         | 420    | 2,66 / 100,00   |       |
| Votos Inválidos         | Votos Inválidos                | 412    | 2,61 / 100,00   | 0,48  |
| Total                   | Total                          | 15 802 | 100,00 / 100,00 |       |
| Eleitorado/Participação | Eleitorado/Participação        | 20 566 | 76,84 / 100,00  | 0,99  |

### Fafe
| Partido                 | Partido                        | Votos  | %               | +/-   |
| ----------------------- | ------------------------------ | ------ | --------------- | ----- |
|                         | Partido Social Democrata       | 12 455 | 48,10 / 100,00  | 15,90 |
|                         | Partido Socialista             | 8 914  | 34,42 / 100,00  | 4,79  |
|                         | Coligação Democrática Unitária | 1 171  | 4,52 / 100,00   | 2,79  |
|                         | Centro Democrático Social      | 1 096  | 4,23 / 100,00   | 5,31  |
|                         | Partido Renovador Democrático  | 638    | 2,46 / 100,00   | 11,97 |
|                         | Outros                         | 936    | 3,62 / 100,00   |       |
| Votos Inválidos         | Votos Inválidos                | 684    | 2,64 / 100,00   | 0,62  |
| Total                   | Total                          | 25 894 | 100,00 / 100,00 |       |
| Eleitorado/Participação | Eleitorado/Participação        | 34 667 | 74,69 / 100,00  | 1,32  |

### Guimarães
| Partido                 | Partido                        | Votos   | %               | +/-   |
| ----------------------- | ------------------------------ | ------- | --------------- | ----- |
|                         | Partido Social Democrata       | 35 637  | 43,26 / 100,00  | 23,03 |
|                         | Partido Socialista             | 26 012  | 31,58 / 100,00  | 8,29  |
|                         | Coligação Democrática Unitária | 7 780   | 9,44 / 100,00   | 2,71  |
|                         | Partido Renovador Democrático  | 4 136   | 5,02 / 100,00   | 17,67 |
|                         | Centro Democrático Social      | 4 082   | 4,96 / 100,00   | 7,46  |
|                         | Outros                         | 2 937   | 3,57 / 100,00   |       |
| Votos Inválidos         | Votos Inválidos                | 1 788   | 2,17 / 100,00   | 0,75  |
| Total                   | Total                          | 82 732  | 100,00 / 100,00 |       |
| Eleitorado/Participação | Eleitorado/Participação        | 107 665 | 76,51 / 100,00  | 4,66  |

### Póvoa de Lanhoso
| Partido                 | Partido                        | Votos  | %               | +/-   |
| ----------------------- | ------------------------------ | ------ | --------------- | ----- |
|                         | Partido Social Democrata       | 6 821  | 60,76 / 100,00  | 16,99 |
|                         | Partido Socialista             | 2 314  | 20,61 / 100,00  | 1,04  |
|                         | Centro Democrático Social      | 762    | 6,79 / 100,00   | 7,30  |
|                         | Coligação Democrática Unitária | 319    | 2,84 / 100,00   | 1,40  |
|                         | Partido Renovador Democrático  | 203    | 1,81 / 100,00   | 7,25  |
|                         | Outros                         | 446    | 3,97 / 100,00   |       |
| Votos Inválidos         | Votos Inválidos                | 362    | 3,22 / 100,00   | 0,24  |
| Total                   | Total                          | 11 227 | 100,00 / 100,00 |       |
| Eleitorado/Participação | Eleitorado/Participação        | 15 260 | 73,57 / 100,00  | 1,82  |

### Terras de Bouro
| Partido                 | Partido                        | Votos | %               | +/-   |
| ----------------------- | ------------------------------ | ----- | --------------- | ----- |
|                         | Partido Social Democrata       | 3 848 | 68,86 / 100,00  | 20,10 |
|                         | Partido Socialista             | 803   | 14,37 / 100,00  | 1,21  |
|                         | Centro Democrático Social      | 321   | 5,74 / 100,00   | 7,81  |
|                         | Coligação Democrática Unitária | 192   | 3,44 / 100,00   | 1,63  |
|                         | Partido Renovador Democrático  | 121   | 2,17 / 100,00   | 8,14  |
|                         | Outros                         | 158   | 2,83 / 100,00   |       |
| Votos Inválidos         | Votos Inválidos                | 145   | 2,60 / 100,00   | 0,02  |
| Total                   | Total                          | 5 588 | 100,00 / 100,00 |       |
| Eleitorado/Participação | Eleitorado/Participação        | 7 500 | 74,51 / 100,00  | 2,34  |

### Vieira do Minho
| Partido                 | Partido                        | Votos  | %               | +/-   |
| ----------------------- | ------------------------------ | ------ | --------------- | ----- |
|                         | Partido Social Democrata       | 5 426  | 62,05 / 100,00  | 17,79 |
|                         | Partido Socialista             | 1 798  | 20,56 / 100,00  | 1,32  |
|                         | Coligação Democrática Unitária | 370    | 4,23 / 100,00   | 2,80  |
|                         | Centro Democrático Social      | 241    | 2,76 / 100,00   | 4,59  |
|                         | Partido Renovador Democrático  | 227    | 2,60 / 100,00   | 7,62  |
|                         | Outros                         | 392    | 4,48 / 100,00   |       |
| Votos Inválidos         | Votos Inválidos                | 290    | 3,31 / 100,00   | 0,80  |
| Total                   | Total                          | 8 744  | 100,00 / 100,00 |       |
| Eleitorado/Participação | Eleitorado/Participação        | 12 861 | 67,99 / 100,00  | 2,71  |

### Vila Nova de Famalicão
| Partido                 | Partido                        | Votos  | %               | +/-   |
| ----------------------- | ------------------------------ | ------ | --------------- | ----- |
|                         | Partido Social Democrata       | 32 965 | 52,00 / 100,00  | 21,40 |
|                         | Partido Socialista             | 19 082 | 30,10 / 100,00  | 5,76  |
|                         | Centro Democrático Social      | 3 350  | 5,28 / 100,00   | 7,09  |
|                         | Coligação Democrática Unitária | 3 235  | 5,10 / 100,00   | 2,42  |
|                         | Partido Renovador Democrático  | 2 111  | 3,33 / 100,00   | 16,89 |
|                         | Outros                         | 1 563  | 2,47 / 100,00   |       |
| Votos Inválidos         | Votos Inválidos                | 1 086  | 1,71 / 100,00   | 0,50  |
| Total                   | Total                          | 63 392 | 100,00 / 100,00 |       |
| Eleitorado/Participação | Eleitorado/Participação        | 80 347 | 78,90 / 100,00  | 2,82  |

### Vila Verde
| Partido                 | Partido                        | Votos  | %               | +/-   |
| ----------------------- | ------------------------------ | ------ | --------------- | ----- |
|                         | Partido Social Democrata       | 15 048 | 64,10 / 100,00  | 25,68 |
|                         | Partido Socialista             | 3 828  | 16,31 / 100,00  | 0,40  |
|                         | Centro Democrático Social      | 2 245  | 9,56 / 100,00   | 14,29 |
|                         | Coligação Democrática Unitária | 539    | 2,30 / 100,00   | 0,84  |
|                         | Partido Renovador Democrático  | 394    | 1,68 / 100,00   | 9,15  |
|                         | Outros                         | 805    | 3,43 / 100,00   |       |
| Votos Inválidos         | Votos Inválidos                | 618    | 2,63 / 100,00   | 0,42  |
| Total                   | Total                          | 23 477 | 100,00 / 100,00 |       |
| Eleitorado/Participação | Eleitorado/Participação        | 32 401 | 72,46 / 100,00  | 1,13  |